# Знобівка
Зно́бівка — річка в Росії (в межах Брянської області) та в Україні (в межах Шосткинського району Сумської області). Ліва притока Рукава Десенки (басейн Дніпра).

## Опис

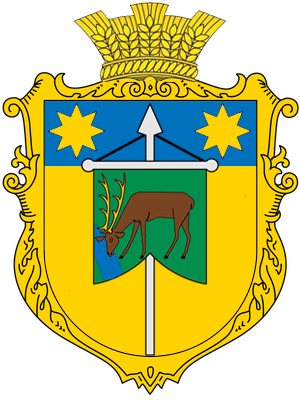
На гербі села Рожковичі олень п'є з річки Знобівка

Довжина 75 км, площа водозбірного басейну 780 км². Похил річки 0,8 м/км. Долина коритоподібна, завширшки до 3 км, завглибшки до 20 м. Річище звивисте, місцями розгалужене, завширшки пересічно 3 м. У верхній течії береги низькі, заболочені. Річище частково відрегульоване, є ставки, шлюзи. Подекуди уздовж берегів створені водоохоронні смуги. Замерзає у грудні, скресає на початку квітня. Навесні в нижній течії відбувається велика повінь.
Заплава є складовою екологічного регіону Новгород-Сіверського Полісся й відіграє важливу роль у збереженні біологічного різноманіття регіону та екологічної рівноваги у природі.

## Розташування
Знобівка бере початок біля с. Грудська, Суземського району Брянської області Росії. Тече переважно на північний захід, у нижній течії — місцями на захід, у пригирловій частині — на південний захід. Впадає до Десни на північний захід від села Червоного.
Річка тричі перетинає українсько-російський кордон: один раз неподалік від витоків, і двічі — в нижній течії.

## Притоки
- Нівень, Лютка (ліва)
- Безіменна, Алес, Уличка, Чернь (праві)

## Господарське використання
Використовується на зрошення, технічні потреби. Здавна місцевими жителями вирощувались коноплі задля виготовлення прядива. Коноплі мочились у річці протягом року, з 1970-х років коноплерозведення втратило економічний сенс. Була збудована дамба на захід від села Рожковичі й почалося риборозведення (короп). У долині нижньої течії ведеться торфорозробка.

## Населені пункти
Над річкою розташовані такі села (від витоків до гирла): Грудська (рос.), Рожковичі, Нововолодимирівка, Шалимівка, Ромашкове, Чернацьке, Перемога, Велика Берізка, Троїцьке, Новий Світ†, Ясна Поляна, Голубівка, Заріччя, Лісне, Стягайлівка, смт Зноб-Новгородське, Кудоярове, Зноб-Трубчевська, Карпеченкове, Зноб (рос.), Нововасилівка.